# Jízda smrti (film, 2008)
Jízda smrti (Skate or Die, tj. Skejtuj nebo zemři) je francouzský hraný film z roku 2008, který režíroval Miguel Courtois. Film se odehrává během jednoho dne v Paříži, kde zabijáci pronásledují dva mladíky. Snímek vyšel v ČR na DVD v roce 2011.

## Děj
Mladíci Mickey a Idriss rádi jezdí na skateboardu a rozhodnou se zazávodit si v opuštěném parkovacím domě. Zde se stanou nedobrovolnými svědky trojnásobné vraždy mezi obchodníky s drogami. Zabijáci je zahlédnou a začnou je pronásledovat. Podaří se jim utéct a zbavit se pronásledovatelů skokem z mostu Debilly na projíždějící nákladní loď. Zajdou na komisařství, aby podali svědectví, které si natočili na mobily. Zde se však ukáže, že zabijáci jsou členové policie. Utečou tedy opět a jsou pronásledováni i policií. Za pomoci mladé policistky z komisařství se jim podaří pachatele usvědčit.

## Obsazení
| Mickey Mahut     | Mickey |
| Idriss Diop      | Idriss |
| Elsa Patakyová   | Dany   |
| Philippe Bas     | Lucas  |
| Passi            | Sylla  |
| Rachida Brakni   | Sylvie |
| Antonio Ferreira | řidič  |